# Корте Белаква ди Сопра (Мантова)
Корте Белаква ди Сопра је насеље у Италији у округу Мантова, региону Ломбардија.
Према процени из 2011. у насељу је живело 18 становника. Насеље се налази на надморској висини од 25 м.